# Psykter

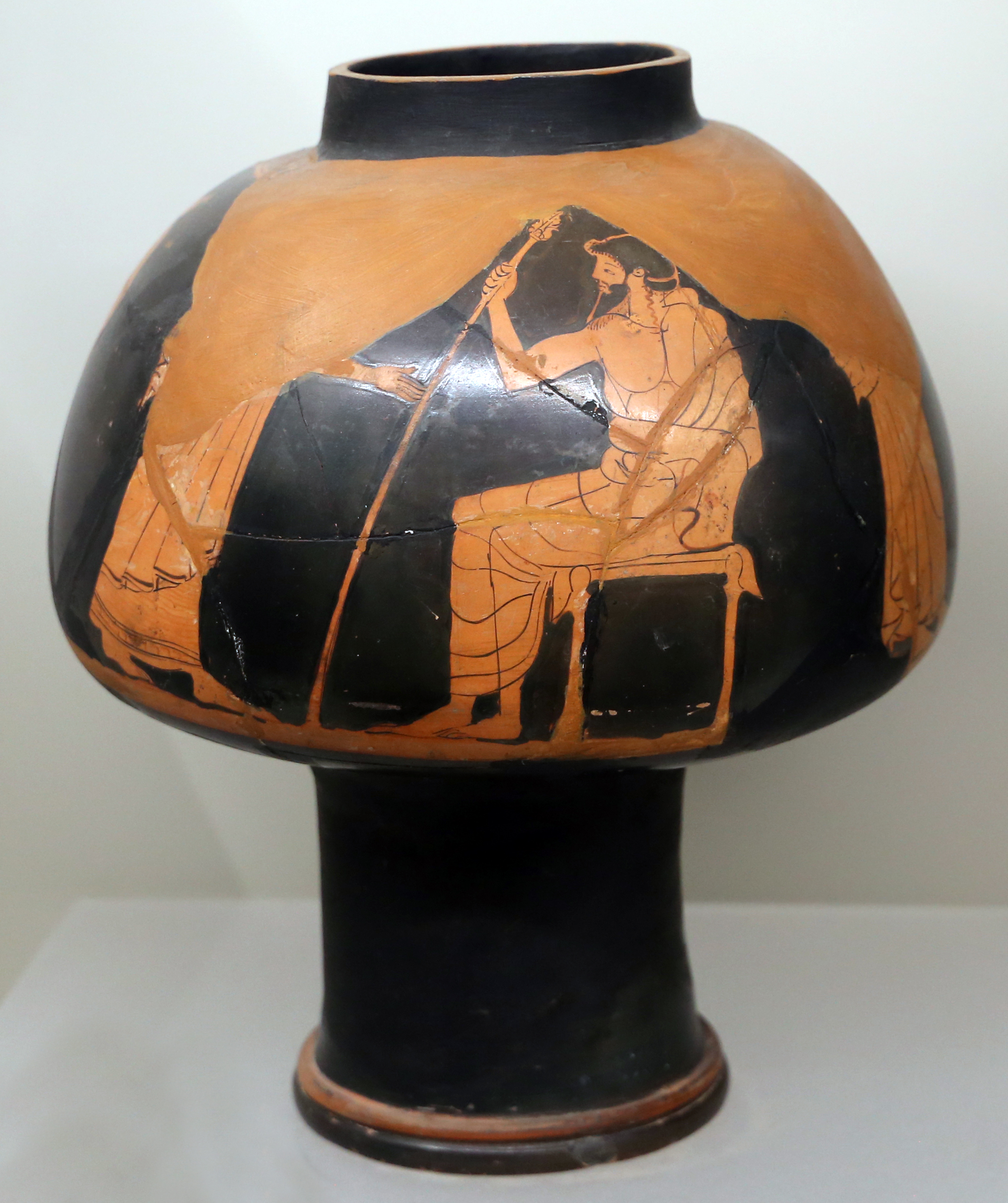
Attycki psykter czerwonofigurowy dekorowany przez Malarza Tyszkiewicza (I poł. V w. p.n.e.)

Psykter (stgr. ψυκτήρ, lm ψυκτῆρες psyktḕres) – starogreckie brzuchate naczynie służące do chłodzenia wina; nie jest ostatecznie określone, czy umieszczano w nim napój (wino), czy masę chłodzącą.
Spośród innych wyróżniało się charakterystycznym kształtem: w dolnej części osadzone na wąskiej i wysokiej podstawie ze stabilną stopką, a powyżej grzybkowato rozszerzone, z niewysoką szyjką o masywnym, pierścieniowatym wylewie. Specyficzny kształt miał być dostosowany do umieszczenia psyktera w naczyniu z zimną wodą. Naczynie było najczęściej pozbawione uchwytów; niekiedy dwa niewielkie otwory wlewowe umieszczano obustronnie w górnej partii jego brzuśca. Psykter występował krótkotrwale w greckiej ceramice końca VI wieku i w V wieku p.n.e., najwyżej w ciągu około 50 lat.
Najwięcej zachowanych egzemplarzy spotykanych jest w zdobieniu czarnofigurowym, utrzymującym się też w V wieku p.n.e. Naczynie najchętniej dekorowano scenami o tematyce dionizyjskiej i związanej z sympozjonami, a także mitologicznymi, często ukazującymi walki i wojowników. Klasycznym przykładem swobodnej tematyki jest zachowany w zbiorach Ermitażu psykter Eufroniosa z ucztującymi heterami.
Termin ten u autorów starożytnych występuje jednak w nie dość czytelnym określeniu. Można odnosić go zarówno do wypełnionego zimną wodą naczynia, które wstawiano do krateru wypełnionego winem, jak i (poświadczonej archeologicznie) odmiany naczynia o podwójnych ściankach (jak np. amfora o dodatkowym otworze przeznaczona dla dwóch różnych płynów). Wynalezienie nowej odmiany psyktera przypisuje się ateńskiemu warsztatowi Nikostenesa.
Późniejsze opisy wskazują, że były to naczynia metalowe na ogół wykonane z brązu, praktycznie stwarzającego lepszy efekt schłodzenia.